# Sverker Åström

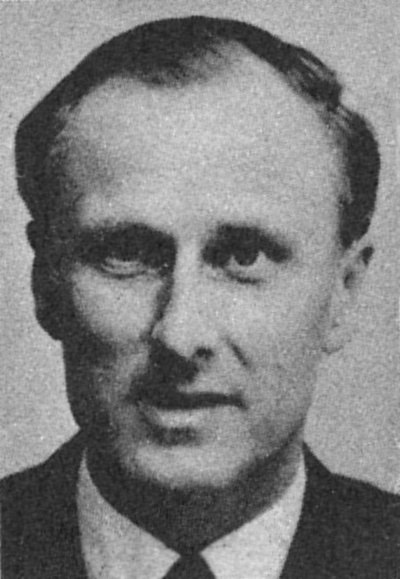
Sverker Åström (1967)

Carl Sverker Åström (* 30. Dezember 1915 in Uppsala; † 26. Juni 2012 in Stockholm) war ein schwedischer Diplomat, der unter anderem Botschafter bei den Vereinten Nationen in New York City (USA) und in Frankreich sowie Staatssekretär im Außenministerium war.

## Leben
Nach dem Schulbesuch begann Åström ein Studium an der Universität Uppsala und erwarb dort 1935 einen Abschluss als cand. phil., ehe er ein ebenfalls an der Universität Uppsala folgendes Studium der Rechtswissenschaften als cand. iur. abschloss. Während seines Studiums war er zwischen 1932 und 1937 Mitglied der Nationalen Studentenorganisation, eines dem rechtsradikalen Sveriges nationella förbund (SNF) nahestehenden Studentenverbandes.
Im Jahr 1939 trat er in den auswärtigen Dienst ein. Zunächst war er Attaché im Außenministerium und danach zwischen 1940 und 1943 Mitarbeiter der Auslandsvertretung in der Sowjetunion. Nach einer erneuten Verwendung im Außenministerium war er zwischen 1946 und 1948 Legationssekretär an der Botschaft in den USA. Anschließend kehrte er wieder ins Außenministerium, in dem er 1949 Referatsleiter wurde, ehe er zwischen 1953 und 1956 Botschaftsrat an der Botschaft in Großbritannien war.
1956 wurde er Leiter der Politischen Abteilung des Außenministeriums und bekleidete diese Funktion mit dem Titel eines Rates für auswärtige Angelegenheiten (Utrikesråd) bis 1963. In dieser Zeit war er einer der engsten Mitarbeiter von Außenminister Östen Undén. Anschließend wechselte er als Ständiger Vertreter Schwedens im Rang eines Botschafters zu den Vereinten Nationen in New York City, wo er bis 1970 blieb. Daraufhin war er bis 1972 Chefunterhändler für die Verhandlungen mit den Europäischen Gemeinschaften (EG).
Er wurde 1972 als Nachfolger von Ole Jödahl Staatssekretär im Außenministerium (Kabinettssekreterare) und bekleidete damit bis zu seiner Ablösung durch Leif Leifland 1977 nach den damaligen Außenministern Krister Wickman, Sven Andersson und Karin Söder den zweitwichtigsten Posten im Außenministerium. Durch dieses Amt hatte er Anfang der 1970er Jahre maßgeblichen Einfluss auf die schwedische Außenpolitik. Er gehörte zu den maßgeblichen Planern und Gestaltern der Konferenz der Vereinten Nationen über die Umwelt des Menschen in Stockholm im Juni 1972. Daneben war er seit 1974 Mitglied der Königlichen Akademie der Kriegswissenschaften (Kungliga Krigsvetenskapsakademien).
Zuletzt wurde er 1978 Botschafter in Frankreich. Diese Funktion übte er bis zu seinem Eintritt in den Ruhestand 1982 aus.
Auch nach seinem Ausscheiden aus dem diplomatischen Dienst engagierte er sich in außen- und umweltpolitischen Fragen. Åström stand offen zu seiner Homosexualität und war 2006 Moderator der Sendung Böglobbyn („Die Schwulenlobby“) in dem öffentlich-rechtlichen Sender Sveriges Television. Allerdings beendete er nach zwei Folgen die Moderatorentätigkeit, da die Sendung aus seiner Sicht „vulgär und geschmacklos“ sei und die „Vorurteile gegenüber Homosexuellen“ fördere.

## Auszeichnungen
- 1958: Großes Silbernes Ehrenzeichen mit dem Stern für Verdienste um die Republik Österreich[1]
- 2011 erhielt er den Kongresspreis der Miljöpartiet de Gröna.